# Rhicnocoelia orsippus
Rhicnocoelia orsippus är en 
skrämmande stekelart som först beskrevs av Walker 1839.  Rhicnocoelia orsippus ingår i släktet Rhicnocoelia och familjen puppglanssteklar. Inga underarter finns listade i Catalogue of Life.